# Peter M. Lengyel
Peter M. Lengyel (* 5. Juni 1946 in New York City) ist ein US-amerikanischer Jazzpianist, Komponist und Arrangeur.
Lengyel erwarb den Bachelor am Glasboro St. College und 1973 den Master in Musiktheorie an der Indiana University. Anschließend arbeitete er bis 1985 als Hochschuldozent, in späteren Jahren als Komponist und Arrangeur für Jazzbands und Orchester; außerdem unterrichtete er. Lengyel war Leiter des Verlags P&D Jazz Publications und 1971 bis 1981 Leiter der Fakultät für Jazzstudien am Eastfield College in Texas. Als Musiker, Arrangeur und Komponist arbeitete er u. a. mit Don Ellis, Bill Watrous, Clark Terry und Frank Rosolino. Er schrieb eine Reihe von Kompositionen für Jazzensembles, ferner vier sinfonische Stücke. Sein Werk Jazzorphosis war eine Auftragskomposition der Army Ground Forces Band. 1983, 1984 und 1985 wurde er für seine musikpädagogische Leistungen von der University of Texas am Arlington College geehrt.